# Ārazand
Ārazand (persiska: آرزند, آرزَند, اَرَزانی, آرِزَند) är en ort i Iran.   Den ligger i provinsen Kurdistan, i den nordvästra delen av landet, 400 km väster om huvudstaden Teheran. Ārazand ligger 1 765 meter över havet och antalet invånare är 416.
Terrängen runt Ārazand är huvudsakligen en högslätt. Ārazand ligger nere i en dal. Runt Ārazand är det ganska tätbefolkat, med 58 invånare per kvadratkilometer. Närmaste större samhälle är Dehgolān, 8,0 km väster om Ārazand. Trakten runt Ārazand består i huvudsak av gräsmarker.